# Dallas Mavericks 1981-1982
La stagione 1981-1982 dei Dallas Mavericks fu la 2ª nella NBA per la franchigia.
I Dallas Mavericks arrivarono quinti nella Midwest Division della Western Conference con un record di 28-54, non qualificandosi per i play-off.

## Risultati
| Squadra           | V  | P  | %    | GB |
| ----------------- | -- | -- | ---- | -- |
| San Antonio Spurs | 48 | 34 | 58,5 | -  |
| Houston Rockets   | 46 | 36 | 56,1 | 2  |
| Denver Nuggets    | 46 | 36 | 56,1 | 2  |
| Kansas City Kings | 30 | 52 | 36,6 | 18 |
| Dallas Mavericks  | 28 | 54 | 34,1 | 20 |
| Utah Jazz         | 25 | 57 | 30,5 | 23 |

## Roster
| N° | Naz.                   | Ruolo | Sportivo         | Anno | Alt. | Peso |
| -- | ---------------------- | ----- | ---------------- | ---- | ---- | ---- |
| 15 | Stati Uniti (bandiera) | G     | Brad Davis       | 1955 | 191  | 82   |
| 17 | Stati Uniti (bandiera) | G     | Ollie Mack       | 1957 | 191  | 84   |
| 22 | Stati Uniti (bandiera) | G     | Rolando Blackman | 1959 | 198  | 86   |
| 23 | Stati Uniti (bandiera) | GA    | Allan Bristow    | 1951 | 201  | 95   |
| 24 | Stati Uniti (bandiera) | GA    | Mark Aguirre     | 1959 | 198  | 105  |
| 25 | Stati Uniti (bandiera) | AC    | Tom LaGarde      | 1955 | 208  | 100  |
| 31 | Stati Uniti (bandiera) | A     | Jay Vincent      | 1959 | 201  | 100  |
| 33 | Stati Uniti (bandiera) | GA    | Elston Turner    | 1959 | 196  | 86   |
| 34 | Stati Uniti (bandiera) | GA    | Jim Spanarkel    | 1957 | 196  | 86   |
| 40 | Stati Uniti (bandiera) | AC    | Kurt Nimphius    | 1958 | 208  | 99   |
| 43 | Stati Uniti (bandiera) | AC    | Wayne Cooper     | 1956 | 208  | 100  |
| 44 | Stati Uniti (bandiera) | AC    | Scott Lloyd      | 1952 | 208  | 104  |
| 53 | Stati Uniti (bandiera) | A     | Clarence Kea     | 1959 | 198  | 99   |

## Staff tecnico
- Allenatore: Dick Motta
- Vice-allenatore: Bob Weiss
- Preparatore atletico: Doug Atkinson